# Транспорт в Кот-д’Ивуаре
Транспортная инфраструктура Кот-д’Ивуара, по сравнению с другими странами Западной Африки, находится на высоком уровне. С момента обретения независимости в 1960 году государство уделяло особое внимание расширению и модернизации пассажирских и грузовых транспортных сетей. Были построены железные и автомобильные дороги, проведены водные пути и возведены аэропорты. Соседние страны, такие как Буркина-Фасо, Мали, Нигер и Гвинея по-прежнему сильно зависят от транспортной сети Кот-д’Ивуара.

## Железнодорожный транспорт
Железнодорожная система страны является частью большого пути длиной в 1 260 км, который связывает страну с Буркина-Фасо и Нигером. Эта железная дорога открыла возможность расширить внешнюю торговлю странам, не имеющих выхода к морю (Буркина-Фасо, Нигер, Мали). Основным пассажирским и грузовым перевозчиком является компания Sitarail.
Шириной колеи составляет 1000 мм; а масса погонного метра рельса 30 и 36 кг, ну путях используются металлические и железобетонные шпалы.

## Автомобильный транспорт
Длина дорожной сети Кот-д’Ивуара составляет 85 000 км.
Транссахельское шоссе обеспечивает автомобильное сообщение с Ганой, Того, Бенином и Нигерией. Сейчас ведётся строительство шоссе в Либерию и Сьерра-Леоне, и когда оно будет завершено, автомобильная сеть Кот-д’Ивуара получит выход к семи странам Экономического сообщества западноафриканских государств (ЭКОВАС). Так же в стране проложены две четырёхполосные автомагистрали, первая соединяет Абиджан и Ямусукро и имеет протяженность в 224 км, второе, соединяет Абиджан и Гран-Басам и имеет протяженностью в 30 км. Обе магистрали построены с использованием современных технологий и соответствуют международным стандартам безопасности.

## Воздушный транспорт
В Кот-д’Ивуар есть три международных аэропорта, расположенные в Абиджане, Ямусукро и Буаке. В четырнадцати небольших городах также есть региональные аэропорты, наиболее важные из которых находятся в Далоа, Корого, Ман, Одиенне и Сан-Педро. Аэропорты управляются Национальным агентством гражданской авиации и метеорологии и Агентством по обеспечению безопасности воздушного пространства в Африке и на Мадагаскаре.
Перелёты в Европу осуществляют такие авиакомпании, как Air France и Brussels Airlines. Перелёты внутри африканского континента осуществляют авиакомпании South African Airways, Kenya Airways и Air Sénégal International.

## Водный транспорт
На берегу Кот-д’Ивуара расположены два порта — автономный порт Абиджана (крупнейший контейнерный порт в Западной Африке) и порт Сан-Педро. Наибольшая портовая деятельность сосредоточена в Абиджане, так как в данном порту приспособлен под рыболовный промысел и работу с контейнерами. Это первый порт для ловли тунца в Африке. Он состоит из 36 причалов, обеспечивающих вместимость до шестидесяти торговых судов. Порт Сан-Педро же имеет два причала. Помимо основных портов, есть также небольшие порты в Сассандре, Абоиссо и Дабу.